# Byzantion
Byzantion (altgriechisch Βυζάντιον, latinisiert Byzantium, deutsch Byzanz, türkisch Bizans) war eine um 660 v. Chr. am südwestlichen Ausgang des Bosporus gegründete Koloniestadt dorischer Griechen aus Megara, Argos und Korinth.
Tempel zu Ehren der griechischen Götter Apollon, Artemis und Aphrodite befanden sich im Stadtzentrum von Byzantion. Auch eine Pferderennbahn und ein griechisches Theater wurden errichtet. 
Byzantium wurde unter römischer Herrschaft zu einer mittelmäßig wichtigen Stadt in der römischen Provinz Thracia. 
Aufgrund seiner günstigen Lage an der europäischen Küste des Bosporus, auf der Ostspitze einer Halbinsel zwischen Marmarameer und Goldenem Horn, wurde Byzantion von 326 bis 330 von Kaiser Konstantin I. zur neuen Hauptstadt des Römischen Reiches ausgebaut und in der Folgezeit Konstantinopel genannt. Nach der Eroberung der Stadt und des nach ihr benannten Byzantinischen Reichs durch die Türken war sie von 1453 bis 1923 die Hauptstadt des Osmanischen Reiches, aus der das heutige Istanbul hervorging. Das antike Byzantion liegt in etwa an der Stelle der heutigen Stadtteilgemeinde Fatih von Istanbul.

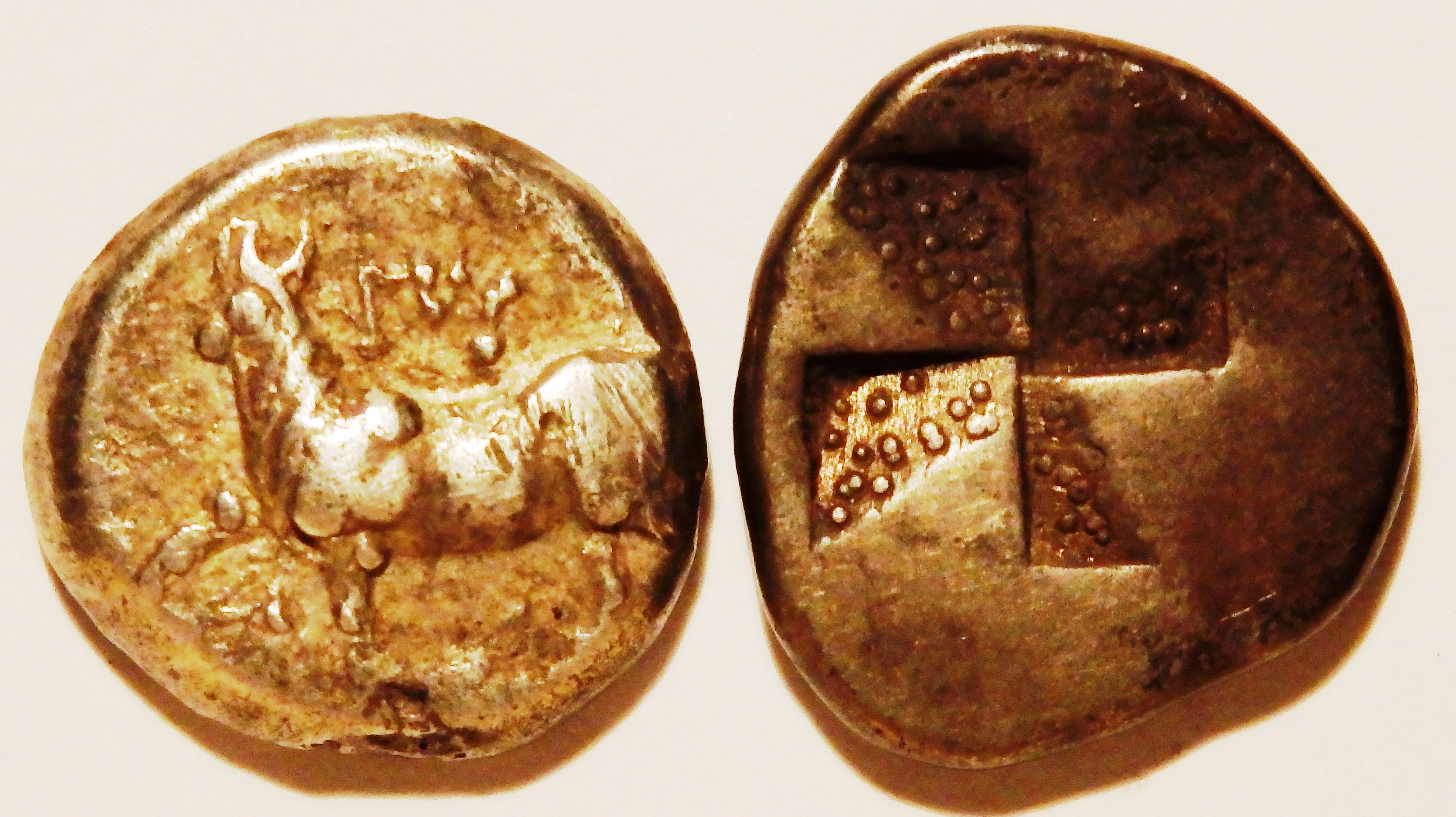
Zwei Drachmen aus Byzantion, ca. 350 v. Chr. geprägt, Kuh auf Delphin, Incusum

## Geschichte
Funde aus der Jungsteinzeit nahe dem heutigen Stadtteil Kadıköy und aus der Bronzezeit im Stadtteil Sultanahmed belegen, dass die Ufer des Bosporus schon sehr früh besiedelt waren. Bereits für die Griechen war diese Meerenge von entscheidender Bedeutung. Hier fuhren die Schiffe entlang, die Athen und andere Poleis mit Getreide aus dem Schwarzmeergebiet versorgten. Zur Sicherung dieses strategisch wichtigen Punktes, der gleichzeitig Schlüsselstelle der Landverbindung von Europa nach Asien sowie des Seewegs von der Ägäis ins Schwarze Meer ist, gründeten megarische Siedler um 685 v. Chr. die erste Kolonie auf der asiatischen Seite des Bosporus: Kalchedon (griechisch Καλχηδών), an der Stelle des heutigen Kadıköy.
In der bereits von Thrakern besiedelten Gegend auf der europäischen Seite kam es um 660 v. Chr. zu einer zweiten Stadtgründung durch die Megarer, zusammen mit Kolonisten aus Argos und Korinth. Der thrakische Name der neuen Siedlung, Byzantion, wurde später als der eines der legendären Anführer, Byzas aus Megara, gedeutet. Die Neugründung, deren Gebiet etwa dem des heutigen Topkapı-Palastes entsprach, lag auf der östlichen Spitze einer nördlich an das Goldene Horn und südlich an das Marmarameer angrenzenden Halbinsel. Da dieser Ort sehr viel geeigneter für eine Stadtgründung war, galt Kalchedon von da an als „Stadt der Blinden“, weil ihre Bewohner den hässlicheren Platz einem schöneren vorgezogen hatten.
Aufgrund ihrer Lage waren die beiden Städte von nahezu allen Kriegen betroffen, die sich in den folgenden Jahrhunderten im griechisch-kleinasiatischen Raum abspielten. Während des Ionischen Aufstands wurden beide Städte von den Persern belagert und eingenommen, woraufhin Teile der Bevölkerung auf andere griechische Schwarzmeerkolonien wie Mesembria auswichen. Nach den erfolglosen Feldzügen der Perser gegen Griechenland wurde Byzantion oligarchisch. 478 v. Chr. wurde es vom Spartaner Pausanias eingenommen. Dieser herrschte dort zwei Jahre, wurde dann aber von der Bevölkerung vertrieben. Seit 476 v. Chr. hatte Byzantion eine Demokratie als Regierungsform.
Sowohl Kalchedon als auch Byzantion (ab 476 bis 405 v. Chr.) waren Mitglieder im Attisch-Delischen Seebund, letzteres dabei mit sehr hohem Tribut. 411 v. Chr. traten beide nach einem Konflikt mit Samos zum Peloponnesischen Bund über, doch schon 409 v. Chr. wurden beide Städte durch Alkibiades für den Attischen Seebund zurückerobert. Nach dessen Auflösung als Ergebnis des Peloponnesischen Krieges trat Byzantion dem 378/377 v. Chr. neu gegründeten zweiten Attischen Seebund bei. Ab 387 v. Chr. stand Kalchedon unter persischer Oberherrschaft, 357 v. Chr. wurde es jedoch von Byzantion aus von den Persern befreit. Im Jahr darauf trat Byzantion aus dem mittlerweile geschwächten attischen Seebund aus. 340/339 v. Chr. belagerte der Makedonenkönig Philipp II. Byzantion vergeblich. Dieses behauptete auch unter dessen Sohn und Nachfolger Alexander seine Selbständigkeit.
Kalchedon wurde 315 v. Chr. durch Zipoites belagert, jedoch löste Antigonos die Belagerung auf. 302/301 v. Chr. war die Belagerung erfolgreich, auf Vermittlung von Byzantion kam es zum Frieden. 281 v. Chr. traten beide Städte in die antiseleukidische Allianz ein. Beide Städte kooperierten sehr eng und prägten auch gemeinsame Münzen. Bekannt sind vor allem Münzen mit dem Kopf der Demeter auf der Vorderseite und dem auf einem Felsen sitzenden Poseidon auf der Rückseite. Dabei können die Stadtnamen beider Städte hochkant auf beiden Seiten des sitzenden Poseidon geprägt sein, der jeweils einen Dreizack und ein Aplustrum in einer Hand hält. 220 v. Chr. kam es zu einem Wirtschaftskrieg Byzantions gegen Rhodos. In den Kriegen gegen Philipp V., Antiochos III. und Perseus standen beide Städte auf Seiten der Römer, 202 v. Chr. wurde Kalchedon aber von Philipp V. erobert. 196 v. Chr. verkündete Titus Quinctius Flamininus die Freiheit der Griechen, Byzantion wurde civitas libera et foederata.

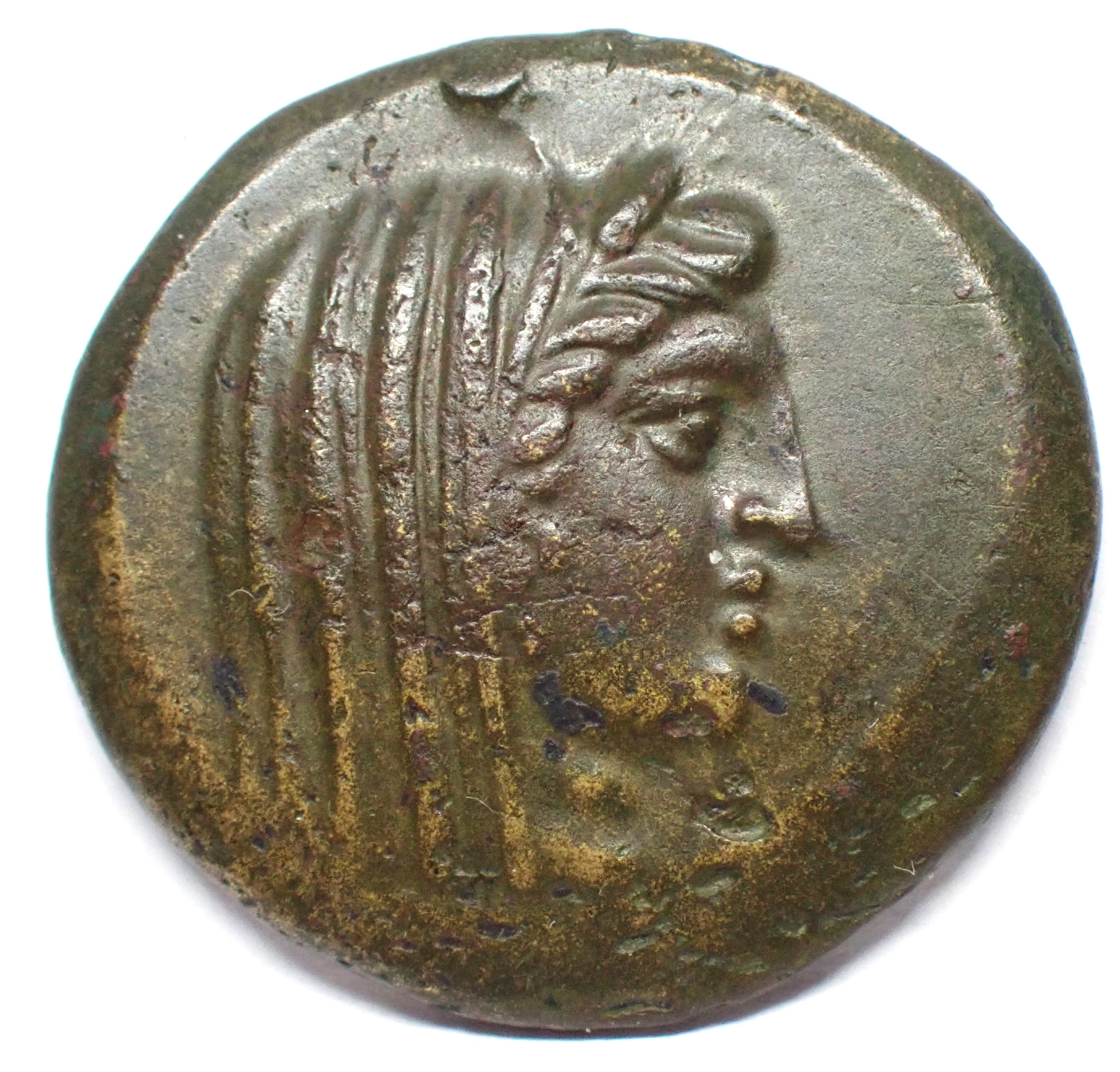
Großbronzemünze von Byzantion und Kalchedon, 3. Jahrhundert v. Chr.

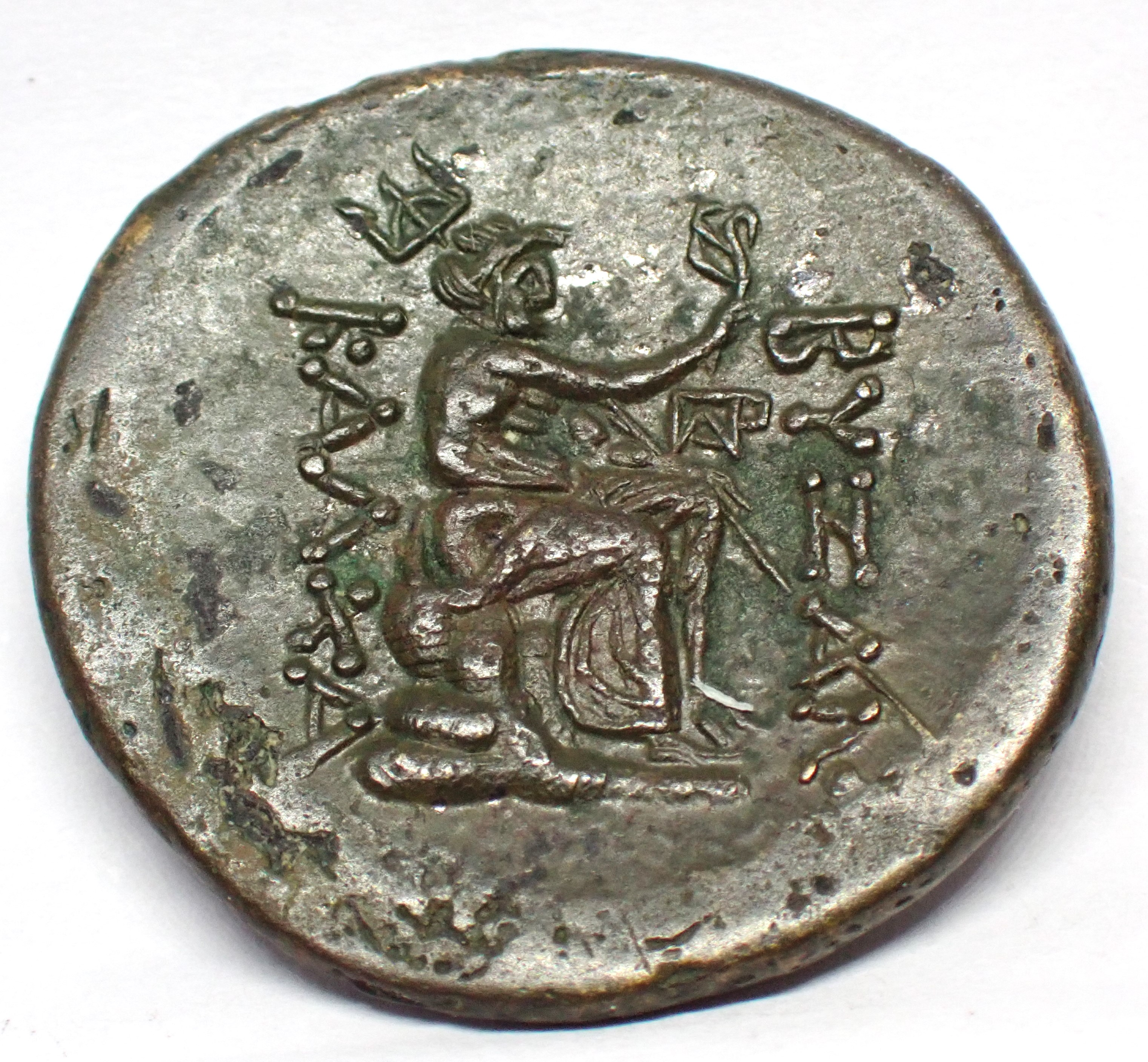
Revers der Gemeinschaftsmünze von Byzantion und Kalchedon

Unter Kaiser Vespasian (69–79) wurde Byzantion als Teil der Provinz Bithynia et Pontus in das Römische Reich eingegliedert.
Nachdem die Stadt seit dem 4. Jahrhundert v. Chr. durch die Kontrolle des Seehandels eine wirtschaftliche Blüte erlebt hatte, wurde ihr Wachstum durch die Steuerpflicht gegenüber dem römischen Statthalter gebremst. Septimius Severus ließ die Stadt 196 n. Chr. zur Bestrafung für die Unterstützung seines Rivalen Pescennius Niger zerstören, auf Fürsprache Caracallas wurde sie jedoch wieder aufgebaut. 258 wurden Byzantion und Kalchedon von den Goten geplündert und zerstört.
Am 11. Mai 330 n. Chr. machte der römische Kaiser Konstantin der Große sie zu seiner Hauptresidenz, baute sie großzügig aus und benannte sie offiziell als Nova Roma (Νέα Ρώμη Nea Rhome). Wenig später erhielt sie jedoch den neuen Namen Constantinopolis (griechisch „Κωνσταντινούπολις“, Stadt des Konstantin).